# Wodnogama australijska
Wodnogama australijska, agama wodna (Intellagama lesueurii) – gatunek jaszczurki z rodziny agamowatych (Agamidae). Agamę wodną tradycyjnie zaliczano do rodzaju Physignathus, jednak badania molekularne sugerują, że nie jest on monofiletyczny, dlatego obecnie jest ona klasyfikowana w odrębnym, monotypowym rodzaju Istiurus lub Intellagama.

## Zasięg występowania
Wschodnia Australia; izolowana, introdukowana populacja w okolicach Adelaide na południu Australii Południowej. Jako miejsce występowania bywa też podawana Nowa Gwinea, ale najprawdopodobniej tam nie występuje – założenie to oparto na pojedynczym okazie zakupionym w 1871 roku i opisanym w 1915, być może miejsce odłowu wskazano błędnie.

## Cechy morfologiczne
Osiąga 80 cm długości. Wzdłuż grzbietu ciągnie się niski grzebień utworzony z trójkątnych, sterczących łusek. Z tyłu głowy i na karku niewielki, głęboko wcięty fałd skórny. Ogon długi, bocznie spłaszczony. 
Na szarożółtozielonym tułowiu naprzemienne ciemnozielone i żółte poprzeczne pręgi występujące również na ogonie.

## Biologia i ekologia
Występuje nad brzegami rzek, prowadzi półwodny tryb życia. Przebywa na gałęziach drzew zwisających nad wodą lub w zaroślach, aby w razie zagrożenia uciec do wody. Żywi się małymi bezkręgowcami i częściami roślin.
Jest jajorodna.